# Catephia scylla
Catephia scylla là một loài bướm đêm trong họ Erebidae.